# Ephydra nana
Ephydra nana är en tvåvingeart som först beskrevs av Walker 1858.  Ephydra nana ingår i släktet Ephydra och familjen vattenflugor. Inga underarter finns listade i Catalogue of Life.